# 자간나타

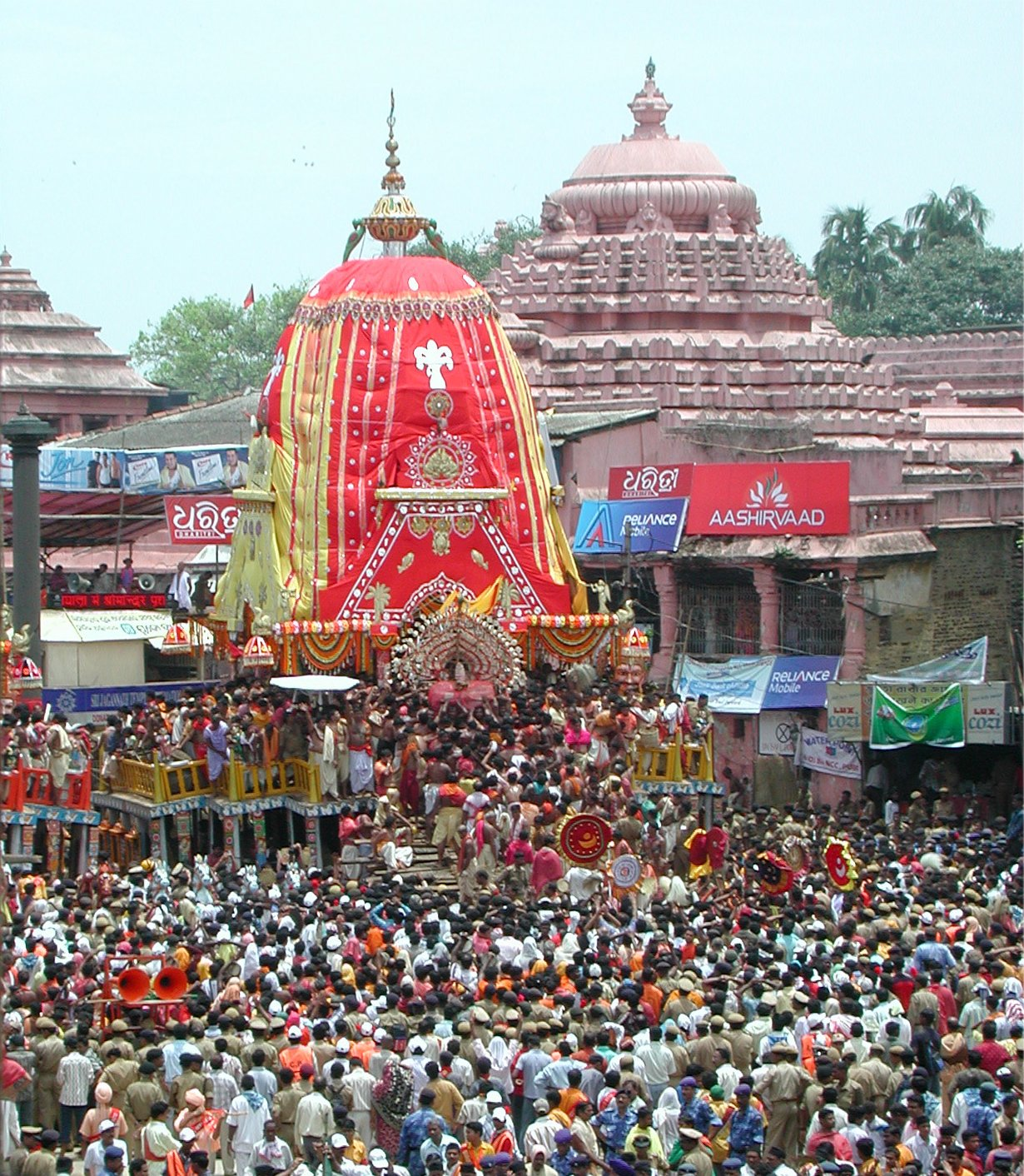
2007년 푸리의 자간나트 사원에서 열린 라타 야트라.

자간나타(오리야어: ଜଗନ୍ନାଥ)는 힌두교의 신이다. 원래는 인도 동부 오리사 주의 토착신이었지만, 후에 힌두교로 편입되어 유지신 비슈누의 8번째 다샤바타라인 크리슈나의 아바타라로 숭배받는 신이다. 어원은 '우주'를 뜻하는 '자가트(jagat)'와 '주인'을 뜻하는 '나타(nātha)'의 합성어이며, 이름은 저거너트(Juggernaut)의 유래가 되었다.
자간나트의 이미지는 커다랗고 둥근 눈과 대칭적인 얼굴을 가진 나무 조각상이며, 팔과 다리가 짧아 눈에 잘 띄지 않는다.
오리사 주의 푸리에 자간나트 사원이 위치해있으며, 특히 비슈누파에서 중요하게 여겨 힌두교 4대 성지인 차르담(Char Dham) 중 하나로 꼽힌다.

## 같이 보기
- 힌두교의 신
- 혼돈 (신화)
- 표의문자
- 링감